# Kumestany

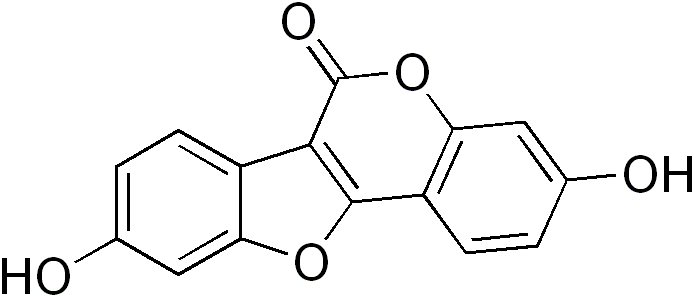
kumestrol - strukturní vzorec

Kumestany jsou skupinou chemických látek nacházejících se v tělech rostlin. Jde o deriváty kumarinu, nejčastěji se vyskytujících ve
vojtěšce, jeteli, fazolích nebo hrachu.
Některé z nich, například kumestrol, mají schopnost napodobovat účinky estrogenů a jsou řazeny mezi tzv. fytoestrogeny.